# Chris Marustik
Christopher Marustik, detto Chris (Swansea, 10 agosto 1961 – 12 agosto 2015), è stato un calciatore gallese, di ruolo centrocampista.

## Carriera

### Nazionale
Con la Nazionale gallese ha giocato 6 partite nel 1982.